# اینفینیتی ام

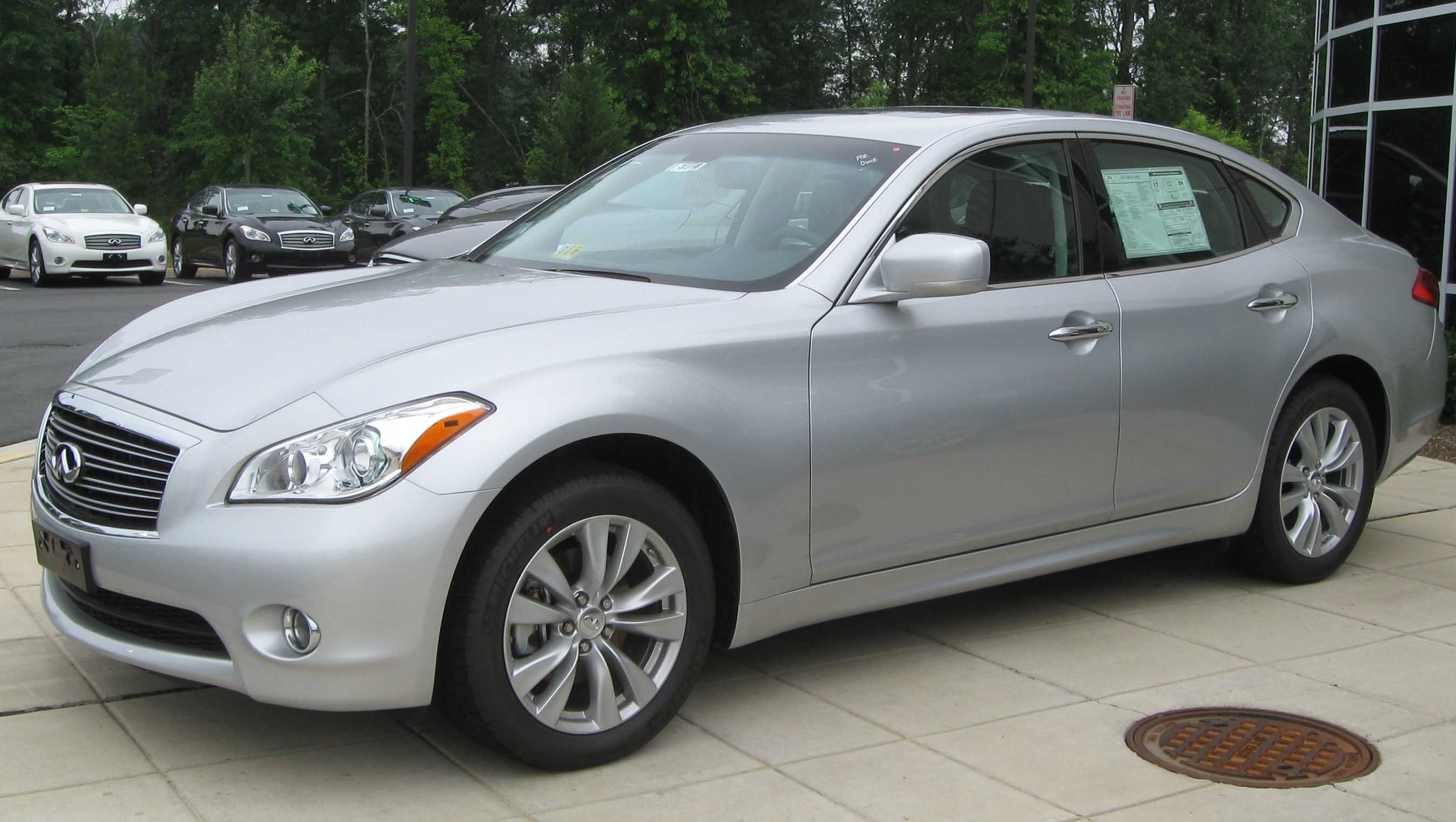

اینفینیتی ام (Infiniti M) خودرویی است که از سال ۲۰۰۲–تاکنون (M sedan)/>۱۹۹۰ تا ۱۹۹۲ (M30 coupe)در ژاپن تولید شده‌است.